# عصر مردان وحشی
عصر مردان وحشی (کره‌ای: 야인시대) یک مجموعه تلویزیونی کره جنوبی سال ۲۰۰۲ با بازی آن جه مو، کیم یونگ-چول، چوی چول هو و لی وون جونگ است که در دوره استعمار ژاپن بر کره واقع شده‌است. این مجموعه از ۲۹ ژوئیه ۲۰۰۲ تا ۳۰ سپتامبر ۲۰۰۳، روزهای دوشنبه و سه‌شنبه ساعت ۲۲:۰۰ (کی‌اس‌تی) از اس‌بی‌اس برای ۱۲۴ قسمت پخش شد و به آمار بینندگان زیادی دست یافت.